# Shaogongzhuang
Shaogongzhuang (kinesiska: 邵公庄, 邵公庄街道) är ett stadsdelsdistrikt i Kina. Det ligger i storstadsområdet Tianjin, i den norra delen av landet, nära eller i stadens centrum. Antalet invånare är 54 413. Befolkningen består av 26 938 kvinnor och 27 475 män. Barn under 15 år utgör 6,0 %, vuxna 15-64 år 80 %, och äldre över 65 år 12,0 %.